# Aderus inimpressipennis
Aderus inimpressipennis é uma espécie de inseto besouro da família Aderidae. Foi descrita cientificamente por Maurice Pic em 1914.

## Distribuição geográfica
Habita no México.